# Schwedische Kriminalliteratur
Dieser Artikel gibt einen Überblick über die Geschichte, Autoren, Werke, Einflüsse und Besonderheiten der schwedischen Kriminalliteratur, angefangen von ihren Ursprüngen Ende des 19. Jahrhunderts bis hin zu ihren modernen Vertretern mit Werken, die – vor allem ausgelöst durch die Krimis des Autorenduos Maj Sjöwall und Per Wahlöö Mitte der 1960er Jahre – oft von Gesellschaftskritik geprägt sind und auch bei der Leserschaft anderer Länder großen Erfolg hatten. Im Deutschen ist etwa seit den 1990er Jahren als Synonym für die neuere schwedische Kriminalliteratur der Begriff Schwedenkrimi gängig.

## Geschichte
Als erster schwedischer Kriminalroman gilt der 1893 von Fredrik Lindholm unter dem Pseudonym Prins Pierre veröffentlichte Roman Stockholms-detektiven („Der Detektiv von Stockholm“). Die Kriminalliteratur genoss jedoch um 1900 in Schweden noch kein hohes Ansehen, weshalb damals auch andere Autoren ihre Krimis unter einem Pseudonym herausgaben. Erster erfolgreicher Krimiautor aus Schweden war ab den 1910er-Jahren Frank Heller (Pseudonym für Martin Gunnar Serner), der selbst wegen eines Bankbetrugs verurteilt worden war. Seine Krimis spielen jedoch nicht in Schweden, sondern in England und in den Niederlanden. In einem schwedischen Milieu angesiedelt sind die Kriminalromane, die Stieg Trenter ab den 1940er-Jahren veröffentlichte. Die ersten 22 Bücher schrieb er allein, die folgenden unter Mitwirkung seiner Frau Ulla. Die zweite wichtige Exponentin der schwedischen Kriminalliteratur in der Zeit nach 1945 war Maria Lang, deren Werke vielfach durch schwedische Naturromantik, komplexe Intrigen und ein Mordmotiv mit sexuellem Hintergrund charakterisiert sind. Ihr Erstling Mördaren ljuger inte ensam rief einige Kontroversen hervor, weil zwei der Hauptfiguren in einer homosexuellen Beziehung lebten. Zusammen mit Sune Lundquist alias Vic Suneson und Hans-Krister Rönbolm galten Trenter und Lang eine Zeitlang als die Großen Vier (De Fyra Stora) der schwedischen Kriminalliteratur.
Als Begründer der sozialkritischen schwedischen Krimis, für die heute vielfach auch der Begriff Schwedenkrimi verwendet wird, gilt das schwedische Autorenpaar Maj Sjöwall und Per Wahlöö. Mit ihrer Kriminalromanreihe Roman über ein Verbrechen um den Ermittler Martin Beck aus den Jahren 1965 bis 1975 wurden sie zum Vorbild für spätere schwedische Kriminalautoren. Sie waren seit Frank Heller die ersten Vertreter dieses Genres aus Schweden, die auch im Ausland sehr erfolgreich waren und in mehrere Sprachen übersetzt wurden. Damit lösten sie in Schweden einen eigentlichen Boom aus: Die Zahl der schwedischen Kriminalromane stieg in den 1960er- und 1970er-Jahren stark an; gleichzeitig gewann das Genre auch bei der Literaturkritik allmählich an Ansehen. Die Vorbildhaftigkeit von Sjöwall und Wahlöö zeigt sich auch daran, dass verschiedene bekannte Krimiautoren (Mankell, Nesser, Stieg Larsson, Arne Dahl) ihre Krimiserien wie den Roman über ein Verbrechen auf zehn Folgen anlegten.
Zu den Vätern der neueren schwedischen Kriminalliteratur gehört auch der hauptberuflich als Sportreporter tätige Björn Hellberg mit seiner 1981 begründeten, auf 23 Folgen angewachsenen Serie um den Kriminalkommissar Sten Wall, wovon einzelne Folgen auch ins Deutsche übersetzt wurden. Hellberg widmet sich wie Mankell auch Alltäglichem, pflegt aber einen spielerischeren Umgang mit dem Genre als dieser.
Im deutschsprachigen Raum haben die Schwedenkrimis vor allem durch die Bücher des Autors Henning Mankell Bekanntheit erlangt. Die 1991–2010 erschienenen Romane um Kommissar Wallander gehören zu den bekanntesten Schwedenkrimis. Dank der detaillierten Ortsbeschreibungen wurden sie in Schonen, wo sie angesiedelt sind, auch zu einem touristischen Faktor. In den Jahren 2005 bis 2007 sorgte die postum veröffentlichte Millennium-Trilogie des Autors Stieg Larsson international für Begeisterung bei den Lesern schwedischer Kriminalromane. Internationalen Erfolg hatte auch Arne Dahl (Pseudonym für Jan Lennart Arnald) mit seiner A-Gruppe-Reihe; er wurde auch zweimal mit dem (Internationalen) Deutschen Krimipreis ausgezeichnet. Zu den auch im Ausland sehr erfolgreichen schwedischen Krimiautoren gehören auch der ehemalige Gymnasiallehrer Håkan Nesser, der vor allem durch seine Romane um die Figuren der Inspektoren Van Veeteren und Barbarotti bekannt wurde, und das Ehepaar Alexandra Coelho Ahndoril und Alexander Ahndoril, die seit 2009 unter dem Pseudonym Lars Kepler Kriminalromane veröffentlichen. Auch dem Autorenduo Erik Axl Sund gelang mit der Trilogie Kråkflickan ein internationaler Bestseller, der in mehrere Sprachen übersetzt wurde. Sehr bekannt – auch außerhalb von Schweden – wurden einige Krimischriftstellerinnen, namentlich Camilla Läckberg, Åsa Larsson, Liza Marklund und Viveca Sten. Nach 2000 stieg die Zahl der schwedischen Krimiautoren, von denen ins Deutsche übersetzte Werke greifbar sind, auf über 100. Zur internationalen Bekanntheit der Schwedenkrimis beigetragen hat auch der Umstand, dass viele Werke verfilmt wurden, zum Teil sogar – wie die Wallander-Romane von Mankell – mehrfach.
Ein Grund für den besonderen Erfolg der Kriminalliteratur in Schweden liegt wohl darin, dass dieses Anfang des 20. Jahrhunderts noch verfemte Genre in der schwedischen Literaturszene schon relativ früh Anerkennung erhielt. Bereits 1957 erschien ein erstes Übersichtswerk über die schwedische Kriminalliteratur. 1971 gründeten einige Krimischriftsteller und Kritiker die Svenska Deckarakademin (Schwedische Krimiakademie) mit dem Ziel, die Qualität der Kriminalliteratur des Landes zu heben. Sie vergibt seither den renommierten Schwedischen Krimipreis in verschiedenen Kategorien. 1972 kam erstmals das Krimimagazin Jury heraus, das sich in literarischen Kreisen bald großer Beliebtheit erfreute. Der kommerzielle Erfolg vieler Schwedenkrimis dank Übersetzungen, häufig zuerst ins Deutsche, trug sicher auch dazu bei, dass sich begabte und angesehene Schriftsteller dem Genre Krimi zuwandten.

## Der BegriffSchwedenkrimi
Der Ausdruck Schwedenkrimi (auch Schweden-Krimi) wird im deutschsprachigen Raum seit den 1990er-Jahren von Verlagen für schwedische Kriminalromane im Bereich der Werbung eingesetzt und in deutschen Übersetzungen verschiedentlich als Untertitel verwendet; einige Bibliotheken verwenden ihn als Schlagwort zur Katalogisierung von Kriminalromanen, ebenso das Online-Kulturmagazin Perlentaucher. Seit 2001 besteht das Literaturportal www.schwedenkrimi.de. Nach 2000 setzte sich die Bezeichnung auch für die Verfilmungen schwedischer Kriminalromane, aber auch allgemein für in Schweden angesiedelte Kriminalfilme durch.
Die Bezeichnung Schwedenkrimi wird auch in der deutschsprachigen Literaturwissenschaft regelmäßig verwendet.
Neben dem geografischen Bezug, sind es auch inhaltliche Merkmale, die den Schwedenkrimi ausmachen: Sie beschränken sich nicht nur auf die Schilderung eines Verbrechens und dessen Aufklärung, sondern stellen die Tat auf dem Hintergrund eines eher düsteren, kritisch gefärbten Bildes der schwedischen Gesellschaft dar. Viele schwedische Krimis, namentlich die bekanntesten Autoren wie Henning Mankell und Stieg Larsson, geizen nicht mit Schilderungen bestialischer Gewaltakte. Und oft neigen die Ermittler zur Schwermut, doch gibt es da auch etliche Ausnahmen, wie etwa Inspektor Barbarotti bei Håkan Nesser. Vereinzelt erscheint der Begriff Schwedenkrimi daher auch für Krimis, die keinen Bezug zu Schweden aufweisen, im Sinne eines bestimmten Genres.

## Bekannte schwedische Krimiautoren
- Karin Alvtegen
- Alexander Ahndoril
- Tove Alsterdal
- Lars Andersson
- Tomas Arvidsson
- Bo Balderson
- Rolf Börjlind
- Annika Bryn
- Christoffer Carlsson
- Marianne Cedervall
- Alexandra Coelho Ahndoril
- Arne Dahl
- Ulf Durling
- Åke Edwardson
- Kerstin Ekman
- Jan Ekström
- Jerker Eriksson
- Kjell Eriksson
- Nils-Olof Franzén
- Inger Frimansson
- Camilla Grebe
- Jan Guillou
- Björn Hellberg
- Frank Heller
- Stina Jackson
- Anna Jansson
- Mari Jungstedt
- Camilla Läckberg
- Maria Lang
- Åsa Larsson
- Stieg Larsson
- Eva-Marie Liffner
- Olle Lönnaeus
- Henning Mankell
- Liza Marklund
- Håkan Nesser
- Åsa Nilsonne
- Leif GW Persson
- Malin Persson Giolito
- Lars Rambe
- Hans-Krister Rönbolm
- Maj Sjöwall
- Åke Smedberg
- Alexander Söderberg
- Viveca Sten
- Håkan Axlander Sundquist
- Vic Suneson
- Olov Svedelid
- Johan Theorin
- Stieg Trenter
- Ulla Trenter
- Aino Trosell
- Helene Tursten
- Karin Wahlberg
- Per Wahlöö
- Carl-Henning Wijkmark
- Joakim Zander

## Skandinavienkrimi
Von der gesteigerten Nachfrage nach Krimis aus Schweden profitierten auch Autoren aus anderen skandinavischen Ländern, namentlich aus Dänemark, Norwegen und Island, weshalb heute ebenso der Begriff Skandinavienkrimi vorkommt und auch im Buchhandel verwendet wird (wenn auch seltener als Skandinavischer Krimi und Krimis aus Skandinavien). Häufig werden im deutschen Sprachraum unter dem Begriff Schwedenkrimi auch Werke von Autoren aus anderen skandinavischen Ländern subsumiert, wie etwa auf der Website www.schwedenkrimi.ch.
Seit 1992 wird jährlich für den besten Kriminalroman Skandinaviens der Glasnyckel genannte Skandinavische Krimipreis vergeben.